# Richard Fall
Richard Fall, né le 3 avril 1882 à Gewitsch (aujourd'hui Jevíčko), dans l'actuelle République tchèque, et décédé au début 1945 à Auschwitz ,est un compositeur et chef d'orchestre autrichien d'origine juive. Sa composition la plus célèbre est la chanson populaire Was machst du mit dem Knie lieber Hans.

## Biographie
Richard Fall grandit dans une famille de musiciens. Son, père  	Moritz, ses deux frères, Leo et Siegfried sont aussi compositeurs et chefs d'orchestre. Il étudie à Berlin et à Vienne où il devient chef d'orchestre d'opérette. Son frère Leo lui confie les premières de plusieurs de ses œuvres. Ses propres compositions sont plus modernes, assimilant des éléments de dissonance et le jazz. Il écrit également de la musique légère (pièces de salon et une douzaine de opérettes et revues. On le connaît aussi comme compositeur de musique de film à Hollywood.
Après l'Anschluss de l'Autriche en 1938, il fuit les nazis et se rend en France.
Le 20 novembre 1943, il est déporté au camp d'internement de Drancy puis au camp de concentration d'Auschwitz-Birkenau, où il est assassiné au début de 1945, peu avant la libération des camps.

## Œuvres principales

### Œuvres scéniques
- Goldreifchen. Fantaisie en 3 actes. Livret de Paul Wertheimer et Mia Ewers. 1909, Vienne
- Das Damenparadies. Opérette en un acte. Livret de Julius Brammer et Alfred Grünwald. 1911, Vienne
- Wiener Fratz. Opérette en un acte. Livret de Ernst Klein et Michail Alexandrowitsch Weikone. 1912, Vienne
- Arms and the Girl. Opérette en deux scènes. Livret de Austen Hurgon. 1912, Londres
- Leute vom Stand. Opérette en un acte. Livret de Robert Bodanzky et Fritz Grünbaum. 1913, Vienne
- Der Weltenbummler. Opérette en un prologue et 2 actes. Livret de: Fritz Löhner-Beda et Karl Lindau. 1915, Berlin
- Die Dame von Welt. Opérette en 3 actes. Livret de Fritz Löhner-Beda et Hans Kottow. 1917, Vienne
- Die Puppenbaronessen. Singspiel en 2 actes. Livret de Alexander Engel et Fritz Grünbaum. UA 1917, Vienne
- Großstadtmärchen. Opérette en 3 actes. Livret de Bruno Hardt-Warden et Erwin Weill. 1920, Vienne
- Im Alpenhotel. Opérette en un acte. Livret de Julius Horst et Ernst Wengraf. 1921, Vienne
- Der geizige Verschwender. Opérette en 3 actes. Livret de Richard Kessler et Arthur Rebner. 1922, Berlin
- Apollo? Nur Apollo! Revue en 18 tableaux (avec d'autres compositeurs). Livret de Fritz Grünbaum, Wilhelm Sterk et Fritz Löhner-Beda. 1925, Vienne
- Hallo! Hier Grünbaum! Revue. Texte de Fritz Grünbaum. 1927, Vienne

### Chansons
- Junger Mann.Texte d'Arthur Rebner. 1923.
- Liebe Katharina, komm zu mir nach China! Chanson et fox-trot. Texte de Fritz Löhner-Beda. 1927.
- Meine Tante, deine Tante. One-step, Texte de Fritz Löhner-Beda. 1925.
- Was machst du mit dem Knie, lieber Hans. Pasodoble. Texte de Fritz Löhner-Beda. 1925.
- Wenn man’s noch nie gemacht. Fox-trot. Texte d'Arthur Rebner. 1923.
- Wo sind deine Haare, August? Fox-trot. Texte de Fritz Löhner-Beda